# Terrell n.º 101
Terrell n.º 101 es un municipio rural canadiense situado en la provincia de Saskatchewan.

## Superficie
Terrell n.º 101 tiene una superficie de 837,04 km².

## Demografía
En 2021, tenía 210 habitantes, una densidad poblacional de 0,3 hab./km², y 126 viviendas.